# Simão da Silva Ferraz de Lima e Castro
Simão da Silva Ferraz de Lima e Castro GCC • ComNSC (Porto, 13 de Maio de 1795 – Bruxelas, 16 de Janeiro de 1857), 1.º Barão de Rendufe e 1.º Conde de Rendufe, foi um diplomata e político português.

## Biografia

### Inícios
Filho de Tomás da Silva Ferraz, Moço Fidalgo da Casa Real, Comendador da Ordem de Cristo, Deputado da Companhia Geral da Agricultura das Vinhas do Alto Douro e 1.º Presidente do Senado da Câmara Municipal do Porto de 26 de Outubro de 1822 a 4 de Junho de 1823, sendo o primeiro a ser eleito no regime liberal, e de sua mulher Ana Amélia de Lima e Castro, irmão mais novo de Agostinho Tomás e Maria Urbana e irmão mais velho de Tomás António.
Bacharel formado em Direito pela Faculdade de Direito da Universidade de Coimbra, foi em 1821 nomeado Corregedor do Bairro do Rossio, em Lisboa.

### Vilafrancada
Em 1823 manifestou-se a favor da Vilafrancada, o que lhe valeu ser nomeado Intendente-Geral da Polícia da Corte e Reino e elevado ao Conselho de Sua Majestade Fidelíssima. De tendências Liberais, foi pelos seus correligionários acusado de ter pactuado com os inimigos do sistema representativo mas, no desempenho do seu cargo de Intendente-Geral, valeu a muitos Liberais perseguidos pelo partido de extrema-direita que cercava a Rainha D. Carlota Joaquina de Bourbon e o então Infante D. Miguel.

### Abrilada
Ao dar-se o golpe de Estado de D. Miguel, em Abril de 1824, da Silva Ferraz, que estava ao corrente do que se tramava, percorreu, acompanhado do 1.º Barão da Portela, os quartéis amotinados de Lisboa mas, quando foi ao Palácio da Bemposta a fim de dar parte a D. João VI de Portugal do que se passava, achou-o já cercado pelas forças de D. Miguel. Prevendo a necessidade de se homiziar até que o Soberano reassumisse as suas prerrogativas, dirigiu-se à Intendência-Geral, a fim de ali destruir todos os papéis políticos que não deviam cair nas mãos dos seus inimigos, e procurou refugiar-se em casa do Ministro da Rússia, que era então em São Pedro de Alcântara. Um Miguelista dos mais exaltados, o Alquilador Troca, ofereceu-lhe perfidamente asilo no seu domicílio, mas, logo que o Intendente-Geral entrou em sua casa, correu a participar o caso a D. Miguel, que imediatamente o mandou prender e levar para o Palácio de Queluz. Aí foi amarrado ao tronco duma árvore e submetido a um simulacro de fuzilamento (descarga sem balas), precedido e seguido de toda a sorte de pressões para dele obterem que confessasse o que entre o Rei, os Ministros das Nações estrangeiras e ele próprio se havia tratado na previsão do Golpe de Estado do Infante. Nada tendo revelado, foi expedido para uma masmorra do Forte de São Julião da Barra, onde se manteve até que D. João VI de Portugal regressou à Bemposta. Foi reinstalado no serviço público, com o elevado cargo de Conselheiro do Conselho da Fazenda, com o foro de Fidalgo Cavaleiro da Casa Real e agraciado com o título de 1.º Barão de Rendufe, título que lhe foi concedido por Decreto de D. João VI de Portugal de 25 de Outubro de 1824.

### Guerra Civil Portuguesa
Após a morte do Soberano pediu a demissão do seu cargo de Intendente-Geral e, em 1827, foi nomeado Adido, sem ordenado, na Legação de Portugal na Holanda. Ao ser aclamado D. Miguel I de Portugal, o 1.º Barão de Rendufe pronunciou-se imediatamente a favor da causa de D. Maria II de Portugal e da Carta Constitucional de 1826, e foi incumbido de missões diplomáticas junto de várias Cortes para obter o reconhecimento da Rainha. Concluídas estas, veio juntar-se nos Açores aos defensores do trono constitucional e desembarcou com eles no Mindelo. Do Porto foi novamente expedido pelo Governo de D. Pedro IV de Portugal a novas diligências diplomáticas no estrangeiro.

### Início do Liberalismo
Em 1834, já de regresso e firmado o partido constitucional, foi eleito Deputado às Cortes de 1834, pela Província de Trás-os-Montes e Alto Douro. Na sessão da Câmara dos Deputados, a 26 de Agosto de 1834, levantou a questão do protesto formulado, no exílio, por D. Miguel I de Portugal, a 20 de Junho do mesmo ano, contra as estipulações da Convenção de Évoramonte. Na sessão realizada no dia seguinte, propôs a aplicação da pena de morte ao Soberano deposto, se ele voltasse ao País, nos termos da Lei anteriormente promulgada pelas Cortes contra os crimes de traição à Pátria e, desde então, a supressão do subsídio determinado pelas Cortes ao Príncipe exilado, e que a Infanta D. Januária Maria de Bragança fosse considerada como linha colateral imediata à da Rainha D. Maria II de Portugal. Foi nomeado Par do Reino por Carta de 1 de Outubro de 1835.
Na vigência da Constituição Setembrista de 1838 foi Senador do Reino, em 1840, pelo Círculo Eleitoral de Penafiel. Nesse ano foi promovido à categoria de Ministro Plenipotenciário e ficou em situação de disponibilidade sem vencimento.

### Ministro Plenipotenciário
A 4 de Outubro de 1841 foi nomeado Ministro Plenipotenciário em Berlim, onde se conservou em funções desde 25 de Fevereiro de 1842 até 24 de Novembro de 1845. Durante uma parte do tempo desta missão esteve simultaneamente acreditado junto da Corte do Ducado de Saxe-Coburgo-Gota. Durante as aludidas funções foi investido dos poderes para negociar Tratados de Comércio e Navegação entre o Governo Português e o do Reino da Prússia a 10 de Fevereiro de 1844, tendo sido agraciado com a Grã-Cruz da Ordem da Águia Vermelha e onde publicou a obra Memória sobre a Organização Antiga e Moderna do Exército Prussiano, Lisboa, 1844, o do Grão-Ducado de Hesse e do Reno a 5 de Dezembro de 1844, tendo sido agraciado com a Grã-Cruz da Ordem de Luís, o do Grão-Ducado de Mecklemburgo-Schwerin a 11 de Fevereiro de 1845, e o do Grão-Ducado de Oldemburgo a 9 de Junho de 1845, tendo sido agraciado com a Grã-Cruz da Ordem de Alberto. Ainda concluiu e assinou outros Tratados de Comércio com o Reino da Saxónia a 19 de Setembro de 1844, tendo sido agraciado com a Grã-Cruz da Ordem do Mérito, com o Ducado de Anhalt-Dessau a 5 de Dezembro de 1844, tendo sido agraciado com a Grã-Cruz da Ordem de Alberto o Urso, com o Ducado de Braunschweig a 20 de Dezembro de 1844, tendo sido agraciado com a Grã-Cruz da Ordem do Leão, com o Grão-Ducado de Saxe-Weimar-Eisenach a 24 de Dezembro de 1844, tendo sido agraciado com a Grã-Cruz da Ordem do Falcão Branco, com o Grão-Ducado de Baden a 7 de Junho de 1845, com o Ducado de Nassau a 18 de Junho de 1845, com o Reino da Baviera a 30 de Junho de 1845, tendo sido agraciado com a Grã-Cruz da Ordem de São Miguel, com o Ducado de Saxe-Coburgo-Gota a 26 de Agosto de 1845, tendo sido agraciado com a Grã-Cruz da Ordem de Ernesto Pio, com o Reino de Württemberg a 13 de Outubro de 1845, tendo sido agraciado com a Grã-Cruz da Ordem de Frederico, e com o Principado Eleitoral de Hesse a 1 de Dezembro de 1845, tendo sido agraciado com a Grã-Cruz da Ordem do Leão. Foi transferido para Madrid como Ministro Plenipotenciário, e nesta Corte se conservou até 30 de Dezembro de 1846. Foi um dos negociadores, por parte do Governo de D. Maria II de Portugal, para promover a intervenção Anglo-Franco-Espanhola que pôs termo à sublevação da Maria da Fonte e deu origem à assinatura da Convenção de Gramido, tendo sido agraciado como Excelentíssimo Senhor Grã-Cruz da Real e Distinguida Ordem Espanhola de Carlos III e como Excelentíssimo Senhor Grã-Cruz da Real Ordem de Isabel a Católica. Estava ainda em Madrid quando foi nomeado para o Rio de Janeiro, no Império do Brasil, comissão de que não chegou a tomar posse, pois, vindo a Lisboa, lhe foi oferecida a pasta de Ministro dos Negócios Estrangeiros, que recusou, e, a 11 de Maio de 1847, foi nomeado Ministro de Portugal em Paris. Ali permaneceu em funções até 23 de Janeiro de 1848, junto do Governo de Luís Filipe I de França, tendo sido feito Cavaleiro de ?.ª Classe da Ordem da Glória ou do Nichan Iftikhar do Beyato de Tunes. Passou depois à disponibilidade. Foi então feito Comendador da Real Ordem Militar de Nossa Senhora da Conceição de Vila Viçosa e condecorado com a Grã-Cruz da Real Ordem Militar de Nosso Senhor Jesus Cristo. Aposentado, casou em Bruxelas a 10 de Abril de 1849 com Émérence (Emerência) de Boudry des Viviers, filha de Jean-Baptiste de Boudry, Seigneur des Viviers et de Rhône, em França, e de sua mulher, sem geração. Finalmente, foi elevado à Grandeza, como 1.º Conde de Rendufe, por Decreto de D. Maria II de Portugal de 13 de Outubro de 1852.

### Hipotética descendência
De acordo com a tradição familiar dos do Espírito Santo Silva seria pai de José Maria do Espírito Santo Silva (que acrescentaria o apelido e Silva por esse motivo), alegadamente nascido duma sua criada e afilhada, Maria Angelina Saraiva.